# Horologium Olomucense

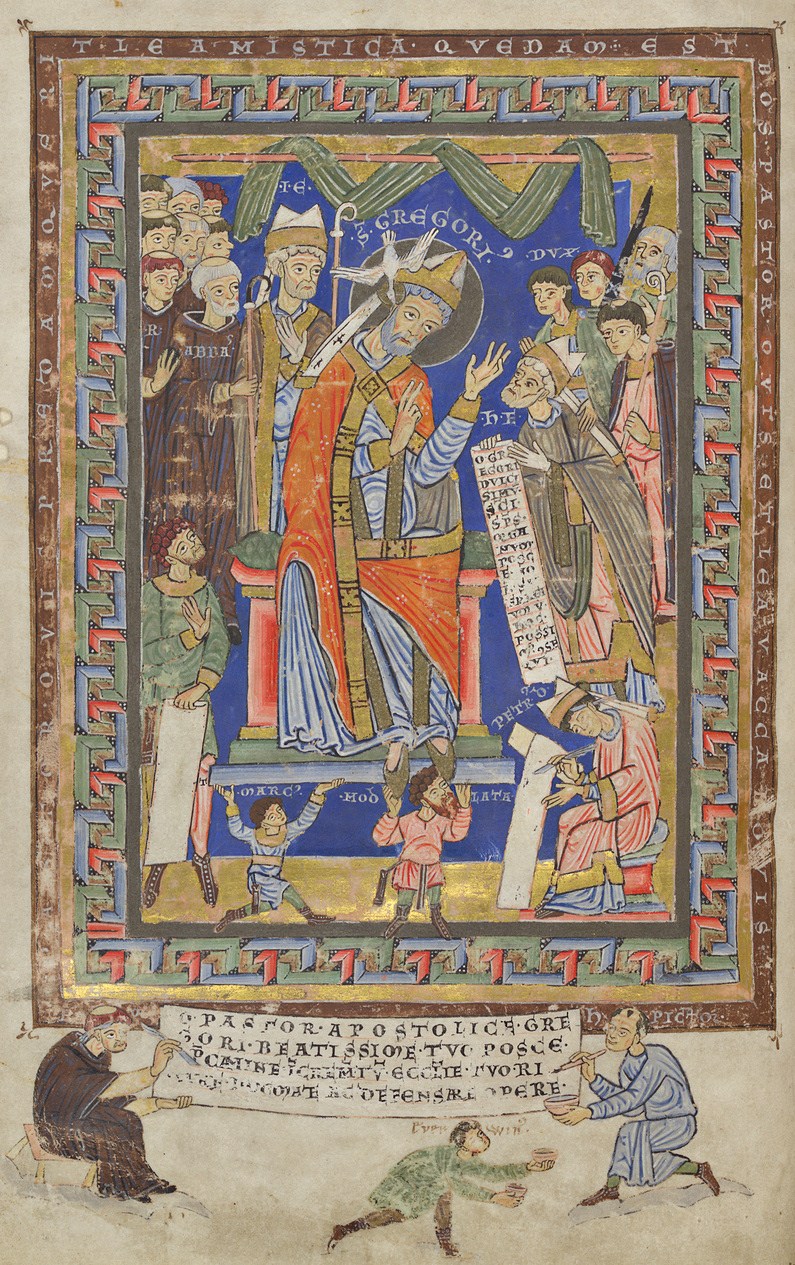
Widmungsblatt mit Darstellung der Illustratoren

Das Horologium Olomucense (lateinisch Collectae seu Horae, auch Breviarium Bohemicum, tschechisch Olomoucké horologium, deutsch Olmützer Horologium) ist eine Sammlung liturgischer Texte, die zum Brevier bzw. Stundengebet gehören. Die für das Olmützer Domkapitel bestimmte Handschrift entstand Anfang der 1140er Jahre in Olmütz. Heute befindet sie sich in der Königlichen Bibliothek in Stockholm.

## Geschichte
Das Horologium Olomucense gehört zu den bedeutendsten mittelalterlichen Codices in Böhmen und Mähren. Es wurde vom Olmützer Bischof Heinrich Zdík in Auftrag gegeben und war für das Kapitel des neu errichteten Olmützer St.-Wenzel-Doms bestimmt. Es beinhaltet den liturgischen Kalender des Officium divinum. Neben dem Horologium gab Bischof Zdík auch eine Abschrift der im 5. Jahrhundert verfassten Schrift De civitate Dei des Augustinus in Auftrag, die er dem Kloster Strahov schenkte. Sie befindet sich heute unter der Signatur A XXI in der Bibliothek des Prager Domkapitels.
Beide Handschriften wurden vom Maler Hildebert und dessen Gehilfen Everwin illustriert. Sie stammten vermutlich aus dem Rheinland und wurden von Heinrich Zdík nach Olmütz berufen. Ihnen wurden die Aufträge für luxuriös ausgestattete Handschriften übertragen, während die Gebrauchshandschriften im Olmützer Skriptorium hergestellt wurden.
Im Dreißigjährigen Krieg wurde das Horologium Olomucense gemeinsam mit anderen wertvollen Büchern von den Schweden geraubt und nach Stockholm verbracht. Dort wurde es erst 1880 während eines Forschungsaufenthalts des mährischen Kirchenhistorikers und Mönchs Beda Dudík entdeckt. Kunsthistorisch befasste sich in den 1920er Jahren Antonín Friedl mit der Original-Handschrift. Ihm gelang der Nachweis, dass die Illustrationen sowohl des Horologium Olomucense als auch der Strahover Kopie des De civitate Dei von dem Maler Hildebert und dessen Gehilfen Everwin stammen. 1927 gab Friedl die Monographie Hildebert a Everwin, románští malíří heraus. Da nach dem Februarumsturz 1948 und der nachfolgenden kommunistischen Herrschaft tschechische Forscher keine Möglichkeit zum Studium des Originals hatten, standen ihnen nur schwarz-weiße Negative zur Verfügung, die von Antoní Friedl hergestellt worden waren.
Nachdem im Rahmen einer Ausstellung über den Bischof Heinrich Zdík das Horologium Olomucense vom 24. September 2009 bis 3. Januar 2010 im Olmützer Diözesanmuseum ausgestellt werden sollte, verfasste der Diplomatiker und Zdík-Experte Jan Bistřický gemeinsam mit dem Musikwissenschaftler Stanislav Červenka eine Beschreibung des Horologium Olomucense. Jan Bistřický erlebte die Ausstellung nicht mehr, da er 2008 verstarb. Seine weitgehend fertige, zweisprachige Publikation konnte erst im Jahre 2011 postum von Stanislav Červenka, Ivo Barteček und Thomáš Bistřický herausgegeben werden.